# Nephrodium imbricatum
Nephrodium imbricatum là một loài dương xỉ trong họ Dryopteridaceae. Loài này được Bojer mô tả khoa học đầu tiên năm 1837.
Danh pháp khoa học của loài này chưa được làm sáng tỏ. 

## Phân bổ
Phạm vi bản địa của loài cây này là phía Tây Ấn Độ Dương, Nhiệt đới và Cận nhiệt đới Châu Á đến Thái Bình Dương như: Assam, Bangladesh, Borneo, Campuchia, Caroline, Trung Nam Trung Quốc, Đông Nam Trung Quốc, Comoros, Himalaya, Hải Nam, Hawaii, Ấn Độ, Nhật Bản, quần đảo Kazan, Hàn Quốc, Laccadive, Lào, đảo Lesser Sunda, Mã Lai, Marquesas, Mô-ri-xơ, Myanmar, Philippines, đảo Pitcairn, Queensland, Réunion, Seychelles, Society Island, Biển Đông, Sri Lanka, Sulawesi, Đài Loan, Thái Lan, Tây Tạng, Tubuai, Vanuatu, Việt Nam, một số hòn đảo khác...
Nó là một loại thực vật mọc trên đá, trên cây, cành cây hoặc nơi ẩm ướt, và phát triển chủ yếu ở khu vực cận nhiệt đới.